# John Amdisen
John Amdisen (født 8. juli 1934, død 14. januar 1997) var en dansk fodboldspiller, der spillede i forsvaret for AGF og Danmarks fodboldlandshold i 1950'erne og 1960'erne. Efter sin aktive periode var Amdisen i en periode manager for AGF.

## Karriere
Amdisen spillede hele sin karriere i AGF og var en del af holdet, der blev danmarksmestre i 1955, 1956, 1957 og 1960. Han var også med til at vinde pokalturneringen i 1955, 1957, 1960, 1961 og 1961, og han blev som den hidtil eneste kåret som årets pokalfighter to gange, i henholdsvis 1957 og 1961. Med sine fire DM- og fem pokaltitler er Amdisen den mest vindende AGF-spiller gennem tiderne.
Han var også med i en række kampe for AGF i mesterholdenes Europa-cupturnering. Han var således med i holdets allerførste kamp i turneringen i 0-2 nederlaget mod Reims, og i 1960-61, hvor AGF nåede kvartfinalen, scorede han tre gange: i hjemmesejren i første runde over Legia Warszawa, i 3-0 hjemmesejren anden runde over Fredrikstad samt i nederlaget på 3-1 i udekampen i kvartfinalen mod Benfica.
John Amdisen nåede ni A-landskampe, seks B-landskampe (anfører tre gange), fem U-21 landskampe og en enkelt U-19 landskampe (hvor han scorede sit eneste landsholdsmål). I 1964 var han med i Danmarks trup, der blev nr. fire ved EM-slutrunden i Spanien, dog uden at komme i kamp.

## Statistik
- DM-guld: 1955, 1956, 1957 og 1960
- Pokalvinder: 1955, 1957, 1960, 1961 og 1965
  - Kåret til pokalfighter: 1957 og 1961